# SMC Corporation
SMC Corporation est une entreprise japonaise fondée en 1959 dont le siège social se trouve à Tokyo. L'entreprise fait partie de l'indice TOPIX 100.
Expert en pneumatique (air comprimé), SMC propose des solutions innovantes dans le domaine de l'automation industrielle.
Depuis sa création, SMC travaille activement au développement de cette technologie présente dans tous types d'industrie, comme l'automobile, la machine-outil, l'agro-alimentaire, l'emballage, le médical, etc.
SMC est présent dans 83 pays.

## Innovations
SMC a plus de 11 000 produits standard déclinables en de multiples versions (environ 630 000). Sa priorité est de proposer chaque année de nouvelles innovations, comme dans le domaine de l'économie d'énergie avec des produits permettant :
- une détection des fuites (par un contrôle du débit et de la pression),
- une baisse de la consommation électrique (avec des électrovannes basse consommation),
- une aspiration efficace (équipement du vide),
- une diminution du gaspillage d'air (avec un soufflage haute efficacité),
- une diminution des raccordements (vérins à économie d'énergie),
- Une optimisation des niveaux de pression (surpresseurs)